# Idioma protopolinesio
El protopolinesio (abreviado PPn) es la hipotética protolengua de la que descienden todas las lenguas polinesias modernas. Es un idioma hijo del idioma protoaustronesio. Los lingüistas históricos han reconstruido la lengua utilizando el método comparativo, de la misma manera que con el protoindoeuropeo y el protourálico. Este mismo método también se ha utilizado para respaldar la evidencia arqueológica y etnográfica que indica que la patria ancestral del pueblo que hablaba el protopolinesio estaba en las cercanías de Tonga, Samoa e islas cercanas.

## Fonológia
El Protopolinesio tiene un pequeño inventario fonológico, con 13 consonantes y 5 vocales.

### Consonantes
|                     | Bilabiales | Alveolares | Velares | Glotales |
| ------------------- | ---------- | ---------- | ------- | -------- |
| Sordas Oclusivas    | *p         | *t         | *k      | *ʔ       |
| Nasales             | *m         | *n         | *ŋ      |          |
| Fricativas          | *f         | *s         |         | *h       |
| Vibrantes múltiples |            | *r         |         |          |
| Laterales           |            | *l         |         |          |
| Semivocal           | *w         |            |         |          |

### Vocales
El protopolinesio tenía cinco vocales, /a/ /e/ /i/ /o/ /u/, sin distinción de longitud. En varios idiomas hijos, las secuencias sucesivas de vocales se unieron para producir vocales largas y diptongos, y en algunas lenguas estos sonidos se volvieron fonémicos más tarde.

### Correspondencias de sonido
| Protopolinesio          | Protopolinesio          | Protopolinesio         | *p | *t  | *k    | *ʔ  | *m  | *n  | *ŋ    | *w  | *f | *s | *h  | *l | *r  |
| ----------------------- | ----------------------- | ---------------------- | -- | --- | ----- | --- | --- | --- | ----- | --- | -- | -- | --- | -- | --- |
| Tongano                 | Tongano                 | Tongano                | p  | t   | k     | ʔ   | m   | n   | ŋ     | v   | f  | h  | h   | l  | l/Ø |
| Niuano                  | Niuano                  | Niuano                 | p  | t   | k     | Ø   | m   | n   | ŋ     | v   | f  | h  | h   | l  | l/Ø |
| Niuafoʻou               | Niuafoʻou               | Niuafoʻou              | p  | t   | k     | ʔ/Ø | m   | n   | ŋ     | v   | f  | h  | h/Ø | l  | l/Ø |
| Protonuclear-polinesio  | Protonuclear-polinesio  | Protonuclear-polinesio | *p | *t  | *k    | *ʔ  | *m  | *n  | *ŋ    | *w  | *f | *s | *Ø  | *l | *l  |
|                         | Samoano                 | Samoano                | p  | t~k | ʔ     | Ø   | m   | n   | ŋ     | v   | f  | s  | Ø   | l  | l   |
| Futunano Oriental       | Futunano Oriental       | t                      | p  | k   | ʔ/Ø   |     | m   | n   | ŋ     | v   | f  | s  | Ø   | l  | l   |
| Tikopian                | Tikopian                | t                      | p  | k   | Ø     | ɾ   | ɾ   | n   | ŋ     | v   | f  | s  | Ø   |    |     |
| Nukuoro                 | Nukuoro                 | t                      | p  | k   | Ø     | h   | m   | n   | ŋ     | v   | l  | l  | Ø   |    |     |
| Protopolinesio oriental | Protopolinesio oriental | *p                     | *t | *k  | *ʔ/Ø  | *m  | *n  | *ŋ  | *w    | *f  | *h | *Ø | *l  | *l |     |
|                         | Rapa Nui                | p                      | t  | k   | ʔ/Ø   | m   | n   | ŋ   | v     | v/h | h  | Ø  | ɾ   | ɾ  |     |
| MVA, Rarotongano        | Ø                       | p                      | t  | k   | ʔ/v   | m   | n   | ŋ   | v     | ʔ   |    | Ø  | ɾ   | ɾ  |     |
| Tuamotu                 | Ø                       | p                      | t  | k   | f/h/v | m   | n   | ŋ   | v     | h   |    | Ø  | ɾ   | ɾ  |     |
| Maorí                   | Ø                       | p                      | t  | k   | w     | m   | n   | ŋ   | ɸ/h   | h   |    | Ø  | ɾ   | ɾ  |     |
| Tahitiano               | Ø                       | p                      | t  | ʔ   | ʔ     | m   | n   | v   | f/v/h | h   |    | Ø  | ɾ   | ɾ  |     |
| Marquesano del norte    | Ø                       | p                      | t  | k   | k     | m   | n   | v   | h     | h   | ʔ  | ʔ  |     |    |     |
| Marquesano del sur      | Ø                       | p                      | t  | ʔ   | n     | n   | f/h | v   |       | h   | ʔ  | ʔ  |     |    |     |
| Hawaiano                | Ø                       | p                      | k  | ʔ   | n     | n   | v/w | h/w | l     | l   |    |    |     |    |     |

## Vocabulario
La siguiente es una tabla con algunos ejemplos de vocabulario tal como se representa ortográficamente en varios idiomas. Todas las instancias de ⟨ʻ⟩ representan una oclusiva glotal, IPA /ʔ/ . Todos los casos de ⟨ng⟩ y samoano ⟨g⟩ representan el fonema único /ŋ/. La letra ⟨r⟩ en todos los casos representa una vibrante simple alveolar sonora /ɾ/, no una vibrante múltiple /r/.
| Protopolinesio | Tongano | Niuano  | Samoano | Rapa Nui    | Tahitiano | Maorí   | Rarotongano  | Marquesano | Hawaiano | Español   |
| -------------- | ------- | ------- | ------- | ----------- | --------- | ------- | ------------ | ---------- | -------- | --------- |
| *taŋata        | tangata | tangata | tagata  | tangata     | ta'ata    | tangata | tangata      | ʻenata     | kanaka   | persona   |
| *sina          | hina    | hina    | sina    | hina        | hinahina  | hina    | ʻina         |            | hina     | canoso    |
| *kanahe        | kanahe  | kanahe  | ʻanae   |             | 'anae     | kanae   | kanae        |            | ʻanae    | salmonete |
| *tiale         | siale   | tiale   | tiale   | tiare       | tiare     | tīare   | tiare        |            | kiele    | flor      |
| *waka          | vaka    | vaka    | vaʻa    | vaka        | va'a      | waka    | vaka         | vaka       | waʻa     | canoa     |
| *fafine        | fefine  | fifine  | fafine  | vi'e/vahine | vahine    | wahine  | vaʻine       | vehine     | wahine   | mujer     |
| *matuʔa        | mātu'a  | motua   | matua   | matuʻa      | metua     | matua   | metua, matua | motua      | makua    | padre     |
| *rua           | ua      | ua      | lua     | rua         | rua       | rua     | rua          | ʻua        | lua      | dos       |
| *tolu          | tolu    | tolu    | tolu    | toru        | toru      | toru    | toru         | toʻu       | kolu     | tres      |